# Sindaci di Alghero
Questo elenco riporta i responsabili dell'amministrazione civica di Alghero.

## Regno di Sardegna 1479-1720 (Casa d'Aragona)
- 1642-1643 Marco Boyl